# Estructura de Weaire-Phelan
| Estructura de Weaire–Phelan                           | Estructura de Weaire–Phelan |
| ----------------------------------------------------- | --------------------------- |
| Estructura de Weaire–Phelan (celdas poliédricas)      |                             |
| Grupo espacial Notación fibrifold Notación de Coxeter | Pm3n (223) 2.o [[4,3,4]+]   |

La estructura de Weaire-Phelan es una estructura tridimensional compleja. En  1993, Denis Weaire y Robert Phelan, dos físicos del Trinity College (Dublín), descubrieron que en simulaciones informáticas de la espuma, esta estructura era una mejor solución al "problema de Kelvin" que la otra solución conocida, la estructura de Kelvin.

## La estructura de Kelvin

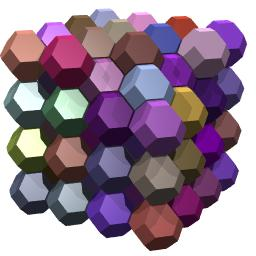
Espuma poliédrica formada por octaedros truncados

En 1887, Lord Kelvin se preguntó cómo podría particionarse el espacio en celdas de igual volumen con el área más pequeña de contacto entre ellas, por ejemplo, ¿cuál es la espuma de pompas de jabón más eficaz?
Este problema fue llamado desde entonces el problema de Kelvin.
Propuso la espuma del panal cúbico bitruncado, que se conoce como estructura de Kelvin. Se trata de un panal uniforme convexo formado por un octaedro truncado, un poliedro que llena el espacio con 14 lados (un tetracaidecaedro): seis lados cuadrados y ocho hexagonales. Para adecuarse a las leyes de Plateau que gobiernan las estructuras de las espumas, las caras hexagonales están ligeramente curvadas.
La conjetura de Kelvin es que la estructura de Kelvin resuelve el problema de Kelvin: la espuma del panal cúbico bitruncado es la espuma más eficaz. La conjetura de Kelvin fue aceptada y durante más de 100 años no se pudieron encontrar contra-ejemplos, hasta que fue descubierta la estructura de Weaire-Phelan.
Compárese con la conjetura de Kepler (sobre empacado (packing) más denso de esferas), que se considera que ha sido probada en 1998.

## Descripción de la estructura de Weaire-Phelan
La estructura de Weaire-Phelan utiliza dos tipos de celdas de igual volumen; un dodecaedro pentagonal irregular y un tetracaidecaedro con dos hexágonos y doce pentágonos, otra vez con caras ligeramente curvadas. El área de superficie es 0.3% menos que la de la estructura de Kelvin, en este contexto una diferencia considerable. No ha sido probado que la estructura de Weaire-Phelan sea óptima, pero se considera que es la más apropiada: el problema de Kelvin está todavía abierto, pero se conjetura con que la estructura de Weaire-Phelan sea la solución.

## La estructura de clatrato
El panal asociado a la estructura de Weaire-Phelan (obtenido mediante el aplanamiento de las caras y el enderazamiento de las aristas) se conoce también, en general, como la estructura de Weaire-Phelan, y ya se conocía antes de que se descubriera la estructura, aunque su aplicación al problema de Kelvin se pasó por alto.
Se encuentra como estructura de cristal en química, donde habitualmente se denomina 'Tipo I de estructura de clatrato'. Los hidratos de gas formados por metano, propano y dióxido de carbono a bajas temperaturas tienen una estructura en la que las moléculas de agua reposan en los nudos de la estructura de Weaire-Phelan y se enlazan entre sí mediante puentes de hidrógeno, y las moléculas de gas más grandes quedan atrapadas en las jaulas poliédricas.
Algunos silicios y germanios alcalinos forman también esta estructura (Si/Ge en nudos, los alcalinos en jaulas), como hace el mineral de óxido de silicio melanoflogita (el silicio en nudos, enlazado por oxígenos por los lados). La melanoflogita es una forma metaestable de SiO2 que se estabiliza en esta estructura porque las moléculas de gas quedan atrapadas en las jaulas. La International Zeolite Association utiliza el símbolo MEP para indicar la topología marco del melanoflogita.[cita requerida]

## Aplicaciones
La estructura de Weaire-Phelan es la inspiración del diseño del Centro Acuático Nacional de Beijing construido con motivo de los Juegos Olímpicos de 2008 en China.